# ペルビアン航空
ペルビアン航空（ペルビアンこうくう、英語: Peruvian Airlines）とは、ペルーに拠点を置く航空会社である。現在、ホルヘ・チャベス国際空港を中心に8便の国内線と1便の国際線を運航している。

## 歴史
ペルビアン航空は2007年11月に設立された。2008年8月7日にペルーの航空局から航空運送事業許可が下り、同年10月29日に運航を開始した。

## 就航地
ペルビアン航空の就航地は以下の通り。（2017年3月時点）
| 都市     | 空港                                                      |
| -------- | --------------------------------------------------------- |
| アレキパ | ロドリゲス・バロン国際空港                                |
| クスコ   | アレハンドロ・ベラスコ・アステテ国際空港                  |
| イキトス | フランシスコ・セカダ・ビグネッタ大佐国際空港              |
| ハウハ   | フランシスコ・カルレ空港                                  |
| リマ     | ホルヘ・チャベス国際空港                                  |
| ピウラ   | カピタン・FAP・ギジェルモ・コンチャ・イベリコ国際空港     |
| タクナ   | コロネル・FAP・カルロス・シリアーニ・サンタ・ロサ国際空港 |
| プカルバ | カピタン・ダビー・アベンスル・レンヒフォ国際空港          |
| タラポト | Cad. FAP ギジェルモ・デル・カスティージョ・パレーデス空港 |
| ラパス   | エル・アルト国際空港                                      |

## 保有機材
ペルビアン航空の保有機材は以下の通り。（2017年10月現在）

## 事故
- 2017年3月28日、ペルビアン航空112便（使用機材：ボーイング737-3M8、機体記号：OB-2036-P）[4]がフランシスコ・カルレ空港への着陸に失敗し、炎上。死者は出ず、乗客141人全員が無事脱出した[5]。